# 潘起亮
潘 起亮（はん きりょう、Pān Qǐliàng、1831年または1836年 ‐ 1865年）は、清末の小刀会の反乱の指導者の一人。潘可祥とも。
江蘇省江寧府江寧県出身。上海で育ち、小刀会に加入。小刀会内部には広東グループ・福建グループ・上海グループがあったが、潘起亮は上海グループのリーダーとなった。1853年8月に小刀会が蜂起して上海を占領すると、指導者の劉麗川から「大将軍」に任命された。陳阿林・周秀英らとともに上海の防衛にあたったが、1855年1月に上海が陥落し、潘起亮は太平天国の都の天京まで逃れた。
太平天国では、1861年に衡天安に任じられ、左軍主将黄呈忠・討逆主将范汝増の寧波攻略に従った。寧波では対外事務と税関管理を担当した。1862年、清軍とイギリス・フランス軍によって寧波が陥落すると、奉化・慈渓を転戦して反攻の機をうかがった。1864年、天将に昇進した。天京陥落後は侍王李世賢に従って福建省を転戦し、1865年に汀州永定県を撤退する途中で戦死した。